# LUX 014
LUX 014 fue un evento de artes marciales mixtas producido por LUX Fight League, que se llevó a cabo el 25 de junio de 2021 en el Showcenter Complex de Monterrey, Nuevo León, México.

## Antecedentes
El evento estelar conto con una pelea por el Campeonato de Peso Gallo de LUX entre el campeón Marco Beltrán y David Mendoza. Cabe señalar que ambos se habían enfrentado por dicho título en LUX 009, en el que Beltrán salio victorioso.
La pelea coestelar contó con un combate de peso mosca entre Luis Solorzano y Diego Ortiz.

## Resultados
1. ↑  Por el Campeonato de Peso Gallo de LUX